# Джибріль Кулібалі (футболіст, 2008)
Джибрі́ль Кулібалі́ (фр. Djibril Coulibaly; нар. 18 листопада 2008) — французький футболіст, півзахисник клубу «Ніцца».

## Клубна кар'єра
Виступав за юнацькі команди «Курдіманш» і «Сержі-Понтуаз», а 2023 року приєднався до академії «Ніцци». 9 травня 2025 року підписав з клубом свій перший професіональний контракт.
12 серпня 2025 року дебютував в основному складі «Ніцци» в матчі кваліфікації Ліги чемпіонів УЄФА проти португальської «Бенфіки», вийшовши з перших хвилин гри.

## Кар'єра в збірній
Народився у Франції та має малійське походження. Виступав за збірну Франції до 17 років. В травні 2025 року потрапив в заявку збірної до 17 років на юнацький чемпіонат Європи в Албанії. На турнірі провів усі п'ять матчів, відзначившись м'ячем проти збірної Албанії, а його команда дійшла до фіналу, де поступилась портульцям.

## Статистика виступів
Станом на 12 серпня 2025 
| Клуб              | Сезон             | Чемпіонат         | Чемпіонат | Чемпіонат | Кубок | Кубок | Єврокубки | Єврокубки | Інші  | Інші | Всього | Всього |
| Клуб              | Сезон             | Дивізіон          | Матчі     | Голи      | Матчі | Голи  | Матчі     | Голи      | Матчі | Голи | Матчі  | Голи   |
| ----------------- | ----------------- | ----------------- | --------- | --------- | ----- | ----- | --------- | --------- | ----- | ---- | ------ | ------ |
| Ніцца             | 2025–26           | Ліга 1            | 0         | 0         | 0     | 0     | 1         | 0         | 0     | 0    | 1      | 0      |
| Всього за кар'єру | Всього за кар'єру | Всього за кар'єру | 0         | 0         | 0     | 0     | 1         | 0         | 0     | 0    | 1      | 0      |

1. ↑  Матчі в Лізі чемпіонів УЄФА